# شاكوغان نو شانا
شاكوغان نو شانا (باليابانية: 灼眼のシャナ، بالروماجي:  Shakugan no Shana) هي رواية خفيفة من تأليف يوشيتشيرو تاكاهاشي ورسم نويزو إيتو، نشرت من قبل أسكي ميديا وركز، في 9 نوفمبر عام 2002 حتى 10 نوفمبر عام 2012، وتكون من 26 مجلدًا. اقتبست إلى سلسلة مانغا نشرت من قبل أسكي ميديا وركز في مجلة دينجيكي دايوه، في 21 فبراير عام 2005 حتى 27 أغسطس عام 2011. ثم اقتبست إلى أنمي تلفزيوني من قبل جاي سي ستاف، عرض الأنمي في 6 أكتوبر عام 2005 واستمر عرضه حتى 23 مارس عام 2006، وتكون من 24 حلقة.

## القصة
تدور أحداث القصة عن يوجي ساكاي، هو طالب في المدرسة الثانوية، يتورط عن غير قصد في صراع قديم بين قوى التوازن وعدم التوازن في الوجود، يصادق مقاتلة من أجل التوازن ويسميها شانا.

## الشخصيات

### الشخصيات الرئيسية
يوجي ساكاي (باليابانية: 坂井 悠二، بالروماجي: Sakai Yūji)
مؤدي الصوت: ساتوشي هينو
شانا (باليابانية: シャナ، بالروماجي: Shana)
مؤدية الصوت: ريي كوغيميا
ألستور (باليابانية: アラストール، بالروماجي: Arasutōru)
مؤدي الصوت: ماساشي إبارا
سنيك أوف ذا فيستيفيل (باليابانية: 「祭礼の蛇」، بالروماجي: Sairei no Hebi)
مؤدي الصوت: شو هايامي

### البشر
كازومي يوشيدا' (باليابانية: 吉田 一美، بالروماجي: Yoshida Kazumi)
مؤدية الصوت: أياكو كاواسومي
كيساكو ساتومي (باليابانية: 佐藤 啓作، بالروماجي: Satō Keisaku)
مؤدي الصوت: كينجي نوجيما
إيتا تاناكا (باليابانية: 田中 栄太، بالروماجي: Tanaka Eita)
مؤدي الصوت: تاكايوكي كوندو
هاياتو إيكي (باليابانية: 池 速人، بالروماجي: Ike Hayato)
مؤدي الصوت: هيروفومي نوجيما
ماتاكي أوغاتا (باليابانية: 緒方 真竹، بالروماجي: Ogata Matake)
مؤدي الصوت: يوميكو كوباياشي
يوكاري هيراي (باليابانية: 平井 ゆかり، بالروماجي: Hirai Yukari)
مؤدية الصوت: ماسومي أسانو
تشيغوسا ساكي (باليابانية: 坂井 千草، بالروماجي: Sakai Chigusa)
مؤدية الصوت: تومو ساكوراي
كانتارو ساكي (باليابانية: 坂井 貫太郎، بالروماجي: Sakai Kantarō)
مؤدي الصوت: كيجي فوجيوارا

## وصلات خارجية
- الموقع الرسمي باللغة اليابانية
- شاكوغان نو شانا على موقع فنميشن
- شاكوغان نو شانا على موقع ANN manga (الإنجليزية)